# NGC 7624
NGC 7624 (również PGC 71126 lub UGC 12527) – galaktyka spiralna z poprzeczką (SBc), znajdująca się w gwiazdozbiorze Pegaza. Odkrył ją Édouard Jean-Marie Stephan 2 października 1878.
W galaktyce tej zaobserwowano supernowe SN 2008ea i SN 2010kc.